# Relaciones Bolivia-Nicaragua
Las relaciones entre Bolivia-Nicaragua se refiere a la relaciones exteriores existentes entre el Estado Plurinacional de Bolivia y la Républica de Nicaragua. Las relaciones entre ambos países se establecieron en el año 1955.

## Historia
El 7 de mayo de 1976, el gobierno militar del presidente boliviano Hugo Banzer Suárez autoriza al ciudadano nicaragüense Carlos Alberto Gottret Baldivieso a ejercer las funciones diplomáticas de cónsul honorario de Nicaragua en la ciudad de La Paz.
Tiempo después el  Presidente de Bolivia de izquierda Hernán Siles Suazo se convirtió en uno de los primeros mandatarios bolivianos que empezó a acercarse poco a poco a la Revolución Sandinista liderada en ese entonces por el comandante Daniel Ortega Saavedra. Durante el segundo gobierno de Siles (que duró desde 1982 hasta 1985) si bien el presidente boliviano nunca pudo llegar a pisar territorio nicaragüense, decidió mandar a varios de sus ministros a la ciudad de Managua en visita oficial y protocolar.

## Visitas presidenciales

### Visitas de Bolivia a Nicaragua
El presidente Evo Morales ha sido sin duda alguna el primer y único mandatario boliviano que más veces ha logrado visitar Nicaragua. Cabe destacar que durante los casi 14 largos años de su gobierno (2006-2019) Morales llegó en 5 oportunidades al territorio nicaragüense.

#### Visita presidencial boliviana de 2007
El 10 de enero de 2007, el presidente Evo Morales Ayma arriba por primera vez a la ciudad de Managua para asistir a la investidura y toma de posesión del Presidente de Nicaragua electo Daniel Ortega Saavedra, el cual logró ganar las elecciones generales de Nicaragua de 2006.

#### Visita presidencial boliviana de 2009
El 29 de junio de 2009, el Presidente de Bolivia Evo Morales Ayma arribó a la ciudad de Managua para participar de la Cumbre de Alianza Bolivariana para los Pueblos de Nuestra América (ALBA-TCP) que se realizó ese año en Nicaragua. Durante su estadía en el país centroamericano, Morales ratificó su repudio al gobierno de facto de Honduras (que había derrocado al expresidente hondureño Manuel Zelaya) y convocó a la comunidad internacional a sentar un precedente en la sanción contra "quienes dan golpes de Estado en la región".

#### Visita presidencial boliviana de 2013
El 28 de junio de 2013, el Presidente de Bolivia Evo Morales Ayma arribó por tercera vez a la ciudad de Managua para participar como invitado especial, en la VIII cumbre de Jefes de Estado de Petrocaribe que se realizó durante ese año en Nicaragua.

#### Visitas presidenciales bolivianas de 2017
El 10 de enero de 2017, el presidente boliviano Evo Morales Ayma vuelve nuevamente a visitar Nicaragua con el objetivo de participar en la investidura presidencial del entonces recientemente reelecto Daniel Ortega que comenzaba su tercer mandato consecutivo para el periodo 2017-2022.
El 18 de julio de 2017, el presidente Evo Morales Ayma llegaría por quinta y última vez a la ciudad de Managua en calidad de primer mandatario, para participar del XIII encuentro del Foro de Sao Paulo y a la vez también para asistir a los actos de conmemoración del 38 aniversario de la Revolución Sandinista del 19 de julio de 1979 que derrocó violentamente al entonces dictador Anastasio Somoza y a toda su familia que habían logrado mantenerse en el poder por alrededor de 42 años, gobernando desde 1937 hasta 1979.

## Indicadores económicos

### Década de 2000
| PIB PER CÁPITA (NOMINAL) DURANTE LA DÉCADA DE 2000 (2000 - 2009) (en dólares estadounidenses) | PIB PER CÁPITA (NOMINAL) DURANTE LA DÉCADA DE 2000 (2000 - 2009) (en dólares estadounidenses) | PIB PER CÁPITA (NOMINAL) DURANTE LA DÉCADA DE 2000 (2000 - 2009) (en dólares estadounidenses) | PIB PER CÁPITA (NOMINAL) DURANTE LA DÉCADA DE 2000 (2000 - 2009) (en dólares estadounidenses) | PIB PER CÁPITA (NOMINAL) DURANTE LA DÉCADA DE 2000 (2000 - 2009) (en dólares estadounidenses) | PIB PER CÁPITA (NOMINAL) DURANTE LA DÉCADA DE 2000 (2000 - 2009) (en dólares estadounidenses) | PIB PER CÁPITA (NOMINAL) DURANTE LA DÉCADA DE 2000 (2000 - 2009) (en dólares estadounidenses) | PIB PER CÁPITA (NOMINAL) DURANTE LA DÉCADA DE 2000 (2000 - 2009) (en dólares estadounidenses) | PIB PER CÁPITA (NOMINAL) DURANTE LA DÉCADA DE 2000 (2000 - 2009) (en dólares estadounidenses) | PIB PER CÁPITA (NOMINAL) DURANTE LA DÉCADA DE 2000 (2000 - 2009) (en dólares estadounidenses) | PIB PER CÁPITA (NOMINAL) DURANTE LA DÉCADA DE 2000 (2000 - 2009) (en dólares estadounidenses) | PIB PER CÁPITA (NOMINAL) DURANTE LA DÉCADA DE 2000 (2000 - 2009) (en dólares estadounidenses) | PIB PER CÁPITA (NOMINAL) DURANTE LA DÉCADA DE 2000 (2000 - 2009) (en dólares estadounidenses) | PIB PER CÁPITA (NOMINAL) DURANTE LA DÉCADA DE 2000 (2000 - 2009) (en dólares estadounidenses) |
| PIB per Cápita (Nominal) según el Banco Mundial                                               | País                                                                                          | Año 2000                                                                                      | Año 2001                                                                                      | Año 2002                                                                                      | Año 2003                                                                                      | Año 2004                                                                                      | Año 2005                                                                                      | Año 2006                                                                                      | Año 2007                                                                                      | Año 2008                                                                                      | Año 2009                                                                                      | Año 2010                                                                                      | Crecimiento (2000 - 2010)                                                                     |
| --------------------------------------------------------------------------------------------- | --------------------------------------------------------------------------------------------- | --------------------------------------------------------------------------------------------- | --------------------------------------------------------------------------------------------- | --------------------------------------------------------------------------------------------- | --------------------------------------------------------------------------------------------- | --------------------------------------------------------------------------------------------- | --------------------------------------------------------------------------------------------- | --------------------------------------------------------------------------------------------- | --------------------------------------------------------------------------------------------- | --------------------------------------------------------------------------------------------- | --------------------------------------------------------------------------------------------- | --------------------------------------------------------------------------------------------- | --------------------------------------------------------------------------------------------- |
| PIB per Cápita (Nominal) según el Banco Mundial                                               | Nicaragua                                                                                     | 996                                                                                           | 1 025                                                                                         | 993                                                                                           | 999                                                                                           | 1 076                                                                                         | 1 158                                                                                         | 1 223                                                                                         | 1 323                                                                                         | 1 493                                                                                         | 1 438                                                                                         | 1 495                                                                                         | + 160,0 %                                                                                     |
| PIB per Cápita (Nominal) según el Banco Mundial                                               | Bolivia                                                                                       | 977                                                                                           | 930                                                                                           | 888                                                                                           | 892                                                                                           | 952                                                                                           | 1 018                                                                                         | 1 200                                                                                         | 1 351                                                                                         | 1 687                                                                                         | 1 725                                                                                         | 1 922                                                                                         | + 96,7 %                                                                                      |
| PIB per Cápita (Nominal) según el Banco Mundial                                               | Diferencia                                                                                    | 1,01                                                                                          | 1,10                                                                                          | 1,11                                                                                          | 1,11                                                                                          | 1,13                                                                                          | 1,13                                                                                          | 1,01                                                                                          | 1,02                                                                                          | 1,12                                                                                          | 1,19                                                                                          | 1,28                                                                                          |                                                                                               |
| PIB per Cápita (Nominal) según el Fondo Monetario Internacional                               | País                                                                                          | Año 2000                                                                                      | Año 2001                                                                                      | Año 2002                                                                                      | Año 2003                                                                                      | Año 2004                                                                                      | Año 2005                                                                                      | Año 2006                                                                                      | Año 2007                                                                                      | Año 2008                                                                                      | Año 2009                                                                                      | Año 2010                                                                                      | Crecimiento (2000 - 2010)                                                                     |
| PIB per Cápita (Nominal) según el Fondo Monetario Internacional                               | Nicaragua                                                                                     | 1 030                                                                                         | 1 054                                                                                         | 1 011                                                                                         | 1 010                                                                                         | 1 077                                                                                         | 1 152                                                                                         | 1 224                                                                                         | 1 326                                                                                         | 1 498                                                                                         | 1 438                                                                                         | 1 499                                                                                         | + 160,6 %                                                                                     |
| PIB per Cápita (Nominal) según el Fondo Monetario Internacional                               | Bolivia                                                                                       | 994                                                                                           | 949                                                                                           | 904                                                                                           | 908                                                                                           | 968                                                                                           | 1 037                                                                                         | 1 226                                                                                         | 1 383                                                                                         | 1 729                                                                                         | 1 769                                                                                         | 1 972                                                                                         | + 98,3 %                                                                                      |
| PIB per Cápita (Nominal) según el Fondo Monetario Internacional                               | Diferencia                                                                                    | 1,03                                                                                          | 1,11                                                                                          | 1,11                                                                                          | 1,11                                                                                          | 1,11                                                                                          | 1,11                                                                                          | 1,00                                                                                          | 1,04                                                                                          | 1,15                                                                                          | 1,23                                                                                          | 1,31                                                                                          |                                                                                               |
| PIB PER CÁPITA (PPA) DURANTE LA DÉCADA DE 2000 (2000 - 2009) (en dólares estadounidenses)     |                                                                                               |                                                                                               |                                                                                               |                                                                                               |                                                                                               |                                                                                               |                                                                                               |                                                                                               |                                                                                               |                                                                                               |                                                                                               |                                                                                               |                                                                                               |
| PIB per Cápita (PPA) según el Banco Mundial                                                   | País                                                                                          | Año 2000                                                                                      | Año 2001                                                                                      | Año 2002                                                                                      | Año 2003                                                                                      | Año 2004                                                                                      | Año 2005                                                                                      | Año 2006                                                                                      | Año 2007                                                                                      | Año 2008                                                                                      | Año 2009                                                                                      | Año 2010                                                                                      | Crecimiento (2000 - 2010)                                                                     |
| PIB per Cápita (PPA) según el Banco Mundial                                                   | Bolivia                                                                                       | 3 364                                                                                         | 3 436                                                                                         | 3 514                                                                                         | 3 617                                                                                         | 3 802                                                                                         | 4 025                                                                                         | 4 273                                                                                         | 4 509                                                                                         | 4 794                                                                                         | 4 902                                                                                         | 5 079                                                                                         | + 50,9 %                                                                                      |
| PIB per Cápita (PPA) según el Banco Mundial                                                   | Nicaragua                                                                                     | 2 750                                                                                         | 2 857                                                                                         | 2 886                                                                                         | 2 981                                                                                         | 3 186                                                                                         | 3 384                                                                                         | 3 584                                                                                         | 3 814                                                                                         | 3 964                                                                                         | 3 802                                                                                         | 3 960                                                                                         | + 93,2 %                                                                                      |
| PIB per Cápita (PPA) según el Banco Mundial                                                   | Diferencia                                                                                    | 1,22                                                                                          | 1,20                                                                                          | 1,21                                                                                          | 1,21                                                                                          | 1,19                                                                                          | 1,18                                                                                          | 1,19                                                                                          | 1,18                                                                                          | 1,20                                                                                          | 1,28                                                                                          | 1,28                                                                                          |                                                                                               |
| PIB per Cápita (PPA) según el Fondo Monetario Internacional                                   | País                                                                                          | Año 2000                                                                                      | Año 2001                                                                                      | Año 2002                                                                                      | Año 2003                                                                                      | Año 2004                                                                                      | Año 2005                                                                                      | Año 2006                                                                                      | Año 2007                                                                                      | Año 2008                                                                                      | Año 2009                                                                                      | Año 2010                                                                                      | Crecimiento (2000 - 2010)                                                                     |
| PIB per Cápita (PPA) según el Fondo Monetario Internacional                                   | Bolivia                                                                                       | 3 428                                                                                         | 3 498                                                                                         | 3 575                                                                                         | 3 677                                                                                         | 3 864                                                                                         | 4 089                                                                                         | 4 342                                                                                         | 4 585                                                                                         | 4 878                                                                                         | 4 992                                                                                         | 5 177                                                                                         | + 51,0 %                                                                                      |
| PIB per Cápita (PPA) según el Fondo Monetario Internacional                                   | Nicaragua                                                                                     | 2 852                                                                                         | 2 942                                                                                         | 2 950                                                                                         | 3 023                                                                                         | 3 205                                                                                         | 3 377                                                                                         | 3 588                                                                                         | 3 822                                                                                         | 3 977                                                                                         | 3 803                                                                                         | 3 968                                                                                         | + 86,9 %                                                                                      |
| PIB per Cápita (PPA) según el Fondo Monetario Internacional                                   | Diferencia                                                                                    | 1,20                                                                                          | 1,18                                                                                          | 1,21                                                                                          | 1,21                                                                                          | 1,20                                                                                          | 1,21                                                                                          | 1,21                                                                                          | 1,19                                                                                          | 1,22                                                                                          | 1,31                                                                                          | 1,30                                                                                          |                                                                                               |

### Década de 2010
| PIB PER CÁPITA (NOMINAL) DURANTE LA DÉCADA DE 2010 (2010 - 2020) (en dólares estadounidenses) | PIB PER CÁPITA (NOMINAL) DURANTE LA DÉCADA DE 2010 (2010 - 2020) (en dólares estadounidenses) | PIB PER CÁPITA (NOMINAL) DURANTE LA DÉCADA DE 2010 (2010 - 2020) (en dólares estadounidenses) | PIB PER CÁPITA (NOMINAL) DURANTE LA DÉCADA DE 2010 (2010 - 2020) (en dólares estadounidenses) | PIB PER CÁPITA (NOMINAL) DURANTE LA DÉCADA DE 2010 (2010 - 2020) (en dólares estadounidenses) | PIB PER CÁPITA (NOMINAL) DURANTE LA DÉCADA DE 2010 (2010 - 2020) (en dólares estadounidenses) | PIB PER CÁPITA (NOMINAL) DURANTE LA DÉCADA DE 2010 (2010 - 2020) (en dólares estadounidenses) | PIB PER CÁPITA (NOMINAL) DURANTE LA DÉCADA DE 2010 (2010 - 2020) (en dólares estadounidenses) | PIB PER CÁPITA (NOMINAL) DURANTE LA DÉCADA DE 2010 (2010 - 2020) (en dólares estadounidenses) | PIB PER CÁPITA (NOMINAL) DURANTE LA DÉCADA DE 2010 (2010 - 2020) (en dólares estadounidenses) | PIB PER CÁPITA (NOMINAL) DURANTE LA DÉCADA DE 2010 (2010 - 2020) (en dólares estadounidenses) | PIB PER CÁPITA (NOMINAL) DURANTE LA DÉCADA DE 2010 (2010 - 2020) (en dólares estadounidenses) | PIB PER CÁPITA (NOMINAL) DURANTE LA DÉCADA DE 2010 (2010 - 2020) (en dólares estadounidenses) | PIB PER CÁPITA (NOMINAL) DURANTE LA DÉCADA DE 2010 (2010 - 2020) (en dólares estadounidenses) |
| PIB per Cápita (Nominal) según el Banco Mundial                                               | País                                                                                          | Año 2010                                                                                      | Año 2011                                                                                      | Año 2012                                                                                      | Año 2013                                                                                      | Año 2014                                                                                      | Año 2015                                                                                      | Año 2016                                                                                      | Año 2017                                                                                      | Año 2018                                                                                      | Año 2019                                                                                      | Año 2020                                                                                      | Crecimiento (2010 - 2020)                                                                     |
| --------------------------------------------------------------------------------------------- | --------------------------------------------------------------------------------------------- | --------------------------------------------------------------------------------------------- | --------------------------------------------------------------------------------------------- | --------------------------------------------------------------------------------------------- | --------------------------------------------------------------------------------------------- | --------------------------------------------------------------------------------------------- | --------------------------------------------------------------------------------------------- | --------------------------------------------------------------------------------------------- | --------------------------------------------------------------------------------------------- | --------------------------------------------------------------------------------------------- | --------------------------------------------------------------------------------------------- | --------------------------------------------------------------------------------------------- | --------------------------------------------------------------------------------------------- |
| PIB per Cápita (Nominal) según el Banco Mundial                                               | Bolivia                                                                                       | 1 922                                                                                         | 2 305                                                                                         | 2 562                                                                                         | 2 853                                                                                         | 3 022                                                                                         | 2 975                                                                                         | 3 013                                                                                         | 3 280                                                                                         | 3 471                                                                                         | 3 472                                                                                         | 3 068                                                                                         | + 59,6 %                                                                                      |
| PIB per Cápita (Nominal) según el Banco Mundial                                               | Nicaragua                                                                                     | 1 495                                                                                         | 1 644                                                                                         | 1 746                                                                                         | 1 794                                                                                         | 1 913                                                                                         | 2 025                                                                                         | 2 079                                                                                         | 2 127                                                                                         | 1 981                                                                                         | 1 905                                                                                         | 1 876                                                                                         | + 25,4 %                                                                                      |
| PIB per Cápita (Nominal) según el Banco Mundial                                               | Diferencia                                                                                    | 1,28                                                                                          | 1,40                                                                                          | 1,46                                                                                          | 1,59                                                                                          | 1,57                                                                                          | 1,46                                                                                          | 1,44                                                                                          | 1,54                                                                                          | 1,75                                                                                          | 1,82                                                                                          | 1,63                                                                                          |                                                                                               |
| PIB per Cápita (Nominal) según el Fondo Monetario Internacional                               | País                                                                                          | Año 2010                                                                                      | Año 2011                                                                                      | Año 2012                                                                                      | Año 2013                                                                                      | Año 2014                                                                                      | Año 2015                                                                                      | Año 2016                                                                                      | Año 2017                                                                                      | Año 2018                                                                                      | Año 2019                                                                                      | Año 2020                                                                                      | Crecimiento (2010 - 2020)                                                                     |
| PIB per Cápita (Nominal) según el Fondo Monetario Internacional                               | Bolivia                                                                                       | 1 972                                                                                         | 2 368                                                                                         | 2 635                                                                                         | 2 938                                                                                         | 3 114                                                                                         | 3 069                                                                                         | 3 110                                                                                         | 3 388                                                                                         | 3 588                                                                                         | 3 591                                                                                         | 3 172                                                                                         | + 60,8 %                                                                                      |
| PIB per Cápita (Nominal) según el Fondo Monetario Internacional                               | Nicaragua                                                                                     | 1 499                                                                                         | 1 652                                                                                         | 1 728                                                                                         | 1 783                                                                                         | 1 909                                                                                         | 2 029                                                                                         | 2 091                                                                                         | 2 147                                                                                         | 2 008                                                                                         | 1 940                                                                                         | 1 952                                                                                         | + 30,2 %                                                                                      |
| PIB per Cápita (Nominal) según el Fondo Monetario Internacional                               | Diferencia                                                                                    | 1,31                                                                                          | 1,43                                                                                          | 1,52                                                                                          | 1,64                                                                                          | 1,63                                                                                          | 1,51                                                                                          | 1,48                                                                                          | 1,57                                                                                          | 1,78                                                                                          | 1,85                                                                                          | 1,62                                                                                          |                                                                                               |
| PIB PER CÁPITA (PPA) DURANTE LA DÉCADA DE 2010 (2010 - 2019) (en dólares estadounidenses)     |                                                                                               |                                                                                               |                                                                                               |                                                                                               |                                                                                               |                                                                                               |                                                                                               |                                                                                               |                                                                                               |                                                                                               |                                                                                               |                                                                                               |                                                                                               |
| PIB per Cápita (PPA) según el Banco Mundial                                                   | País                                                                                          | Año 2010                                                                                      | Año 2011                                                                                      | Año 2012                                                                                      | Año 2013                                                                                      | Año 2014                                                                                      | Año 2015                                                                                      | Año 2016                                                                                      | Año 2017                                                                                      | Año 2018                                                                                      | Año 2019                                                                                      | Año 2020                                                                                      | Crecimiento (2010 - 2020)                                                                     |
| PIB per Cápita (PPA) según el Banco Mundial                                                   | Bolivia                                                                                       | 5 079                                                                                         | 5 364                                                                                         | 5 814                                                                                         | 6 500                                                                                         | 6 920                                                                                         | 6 992                                                                                         | 7 345                                                                                         | 8 244                                                                                         | 8 669                                                                                         | 8 890                                                                                         | 8 110                                                                                         | + 59,6 %                                                                                      |
| PIB per Cápita (PPA) según el Banco Mundial                                                   | Nicaragua                                                                                     | 3 960                                                                                         | 4 234                                                                                         | 4 392                                                                                         | 4 567                                                                                         | 4 889                                                                                         | 5 230                                                                                         | 5 618                                                                                         | 5 915                                                                                         | 5 772                                                                                         | 5 627                                                                                         | 5 523                                                                                         | + 39,4 %                                                                                      |
| PIB per Cápita (PPA) según el Banco Mundial                                                   | Diferencia                                                                                    | 1,28                                                                                          | 1,26                                                                                          | 1,32                                                                                          | 1,42                                                                                          | 1,41                                                                                          | 1,33                                                                                          | 1,30                                                                                          | 1,39                                                                                          | 1,50                                                                                          | 1,57                                                                                          | 1,46                                                                                          |                                                                                               |
| PIB per Cápita (PPA) según el Fondo Monetario Internacional                                   | País                                                                                          | Año 2010                                                                                      | Año 2011                                                                                      | Año 2012                                                                                      | Año 2013                                                                                      | Año 2014                                                                                      | Año 2015                                                                                      | Año 2016                                                                                      | Año 2017                                                                                      | Año 2018                                                                                      | Año 2019                                                                                      | Año 2020                                                                                      | Crecimiento (2010 - 2020)                                                                     |
| PIB per Cápita (PPA) según el Fondo Monetario Internacional                                   | Bolivia                                                                                       | 5 177                                                                                         | 5 472                                                                                         | 5 937                                                                                         | 6 645                                                                                         | 7 080                                                                                         | 7 160                                                                                         | 7 528                                                                                         | 8 456                                                                                         | 8 897                                                                                         | 9 128                                                                                         | 8 323                                                                                         | + 60,7 %                                                                                      |
| PIB per Cápita (PPA) según el Fondo Monetario Internacional                                   | Nicaragua                                                                                     | 3 968                                                                                         | 4 253                                                                                         | 4 346                                                                                         | 4 538                                                                                         | 4 878                                                                                         | 5 240                                                                                         | 5 650                                                                                         | 5 972                                                                                         | 5 849                                                                                         | 5 722                                                                                         | 5 744                                                                                         | + 44,7 %                                                                                      |
| PIB per Cápita (PPA) según el Fondo Monetario Internacional                                   | Diferencia                                                                                    | 1,30                                                                                          | 1,28                                                                                          | 1,36                                                                                          | 1,46                                                                                          | 1,45                                                                                          | 1,36                                                                                          | 1,33                                                                                          | 1,41                                                                                          | 1,52                                                                                          | 1,59                                                                                          | 1,44                                                                                          |                                                                                               |

### Década de 2020
| PIB PER CÁPITA (NOMINAL) DURANTE LA DÉCADA DE 2020 (2020-2029) (en dólares estadounidenses) | PIB PER CÁPITA (NOMINAL) DURANTE LA DÉCADA DE 2020 (2020-2029) (en dólares estadounidenses) | PIB PER CÁPITA (NOMINAL) DURANTE LA DÉCADA DE 2020 (2020-2029) (en dólares estadounidenses) | PIB PER CÁPITA (NOMINAL) DURANTE LA DÉCADA DE 2020 (2020-2029) (en dólares estadounidenses) | PIB PER CÁPITA (NOMINAL) DURANTE LA DÉCADA DE 2020 (2020-2029) (en dólares estadounidenses) | PIB PER CÁPITA (NOMINAL) DURANTE LA DÉCADA DE 2020 (2020-2029) (en dólares estadounidenses) | PIB PER CÁPITA (NOMINAL) DURANTE LA DÉCADA DE 2020 (2020-2029) (en dólares estadounidenses) | PIB PER CÁPITA (NOMINAL) DURANTE LA DÉCADA DE 2020 (2020-2029) (en dólares estadounidenses) | PIB PER CÁPITA (NOMINAL) DURANTE LA DÉCADA DE 2020 (2020-2029) (en dólares estadounidenses) | PIB PER CÁPITA (NOMINAL) DURANTE LA DÉCADA DE 2020 (2020-2029) (en dólares estadounidenses) | PIB PER CÁPITA (NOMINAL) DURANTE LA DÉCADA DE 2020 (2020-2029) (en dólares estadounidenses) | PIB PER CÁPITA (NOMINAL) DURANTE LA DÉCADA DE 2020 (2020-2029) (en dólares estadounidenses) | PIB PER CÁPITA (NOMINAL) DURANTE LA DÉCADA DE 2020 (2020-2029) (en dólares estadounidenses) | PIB PER CÁPITA (NOMINAL) DURANTE LA DÉCADA DE 2020 (2020-2029) (en dólares estadounidenses) |
| PIB per Cápita (Nominal) según el Banco Mundial                                             | País                                                                                        | Año 2020                                                                                    | Año 2021                                                                                    | Año 2022                                                                                    | Año 2023                                                                                    | Año 2024                                                                                    | Año 2025                                                                                    | Año 2026                                                                                    | Año 2027                                                                                    | Año 2028                                                                                    | Año 2029                                                                                    | Año 2030                                                                                    | Crecimiento (2020 - 2022)                                                                   |
| ------------------------------------------------------------------------------------------- | ------------------------------------------------------------------------------------------- | ------------------------------------------------------------------------------------------- | ------------------------------------------------------------------------------------------- | ------------------------------------------------------------------------------------------- | ------------------------------------------------------------------------------------------- | ------------------------------------------------------------------------------------------- | ------------------------------------------------------------------------------------------- | ------------------------------------------------------------------------------------------- | ------------------------------------------------------------------------------------------- | ------------------------------------------------------------------------------------------- | ------------------------------------------------------------------------------------------- | ------------------------------------------------------------------------------------------- | ------------------------------------------------------------------------------------------- |
| PIB per Cápita (Nominal) según el Banco Mundial                                             | Bolivia                                                                                     | 3 068                                                                                       | 3 345                                                                                       | 3 600                                                                                       | Sin cambios                                                                                 | Sin cambios                                                                                 | Sin cambios                                                                                 | Sin cambios                                                                                 | Sin cambios                                                                                 | Sin cambios                                                                                 | Sin cambios                                                                                 | Sin cambios                                                                                 | + 17,3 %                                                                                    |
| PIB per Cápita (Nominal) según el Banco Mundial                                             | Nicaragua                                                                                   | 1 876                                                                                       | 2 064                                                                                       | 2 255                                                                                       | Sin cambios                                                                                 | Sin cambios                                                                                 | Sin cambios                                                                                 | Sin cambios                                                                                 | Sin cambios                                                                                 | Sin cambios                                                                                 | Sin cambios                                                                                 | Sin cambios                                                                                 | + 20,2 %                                                                                    |
| PIB per Cápita (Nominal) según el Banco Mundial                                             | Diferencia                                                                                  | 1,63                                                                                        | 1,62                                                                                        | 1,59                                                                                        | Sin cambios                                                                                 | Sin cambios                                                                                 | Sin cambios                                                                                 | Sin cambios                                                                                 | Sin cambios                                                                                 | Sin cambios                                                                                 | Sin cambios                                                                                 | Sin cambios                                                                                 |                                                                                             |
| PIB per Cápita (Nominal) según el Fondo Monetario Internacional (Proyec. 2024-2028)         | País                                                                                        | Año 2020                                                                                    | Año 2021                                                                                    | Año 2022                                                                                    | Año 2023                                                                                    | Año 2024                                                                                    | Año 2025                                                                                    | Año 2026                                                                                    | Año 2027                                                                                    | Año 2028                                                                                    | Año 2029                                                                                    | Año 2030                                                                                    | Crecimiento (2020 - 2023)                                                                   |
| PIB per Cápita (Nominal) según el Fondo Monetario Internacional (Proyec. 2024-2028)         | Bolivia                                                                                     | 3 172                                                                                       | 3 449                                                                                       | 3 705                                                                                       | 3 857                                                                                       | 4 045                                                                                       | 4 232                                                                                       | 4 423                                                                                       | 4 628                                                                                       | 4 842                                                                                       | Sin cambios                                                                                 | Sin cambios                                                                                 | + 21,5 %                                                                                    |
| PIB per Cápita (Nominal) según el Fondo Monetario Internacional (Proyec. 2024-2028)         | Nicaragua                                                                                   | 1 952                                                                                       | 2 163                                                                                       | 2 371                                                                                       | 2 599                                                                                       | 2 762                                                                                       | 2 912                                                                                       | 3 072                                                                                       | 3 240                                                                                       | 3 417                                                                                       | Sin cambios                                                                                 | Sin cambios                                                                                 | + 33,1 %                                                                                    |
| PIB per Cápita (Nominal) según el Fondo Monetario Internacional (Proyec. 2024-2028)         | Diferencia                                                                                  | 1,62                                                                                        | 1,59                                                                                        | 1,56                                                                                        | 1,48                                                                                        | 1,46                                                                                        | 1,45                                                                                        | 1,43                                                                                        | 1,42                                                                                        | 1,41                                                                                        | Sin cambios                                                                                 | Sin cambios                                                                                 |                                                                                             |
| PIB PER CÁPITA (PPA) DURANTE LA DÉCADA DE 2020 (2020-2029) (en dólares estadounidenses)     |                                                                                             |                                                                                             |                                                                                             |                                                                                             |                                                                                             |                                                                                             |                                                                                             |                                                                                             |                                                                                             |                                                                                             |                                                                                             |                                                                                             |                                                                                             |
| PIB per Cápita (PPA) según el Banco Mundial                                                 | País                                                                                        | Año 2020                                                                                    | Año 2021                                                                                    | Año 2022                                                                                    | Año 2023                                                                                    | Año 2024                                                                                    | Año 2025                                                                                    | Año 2026                                                                                    | Año 2027                                                                                    | Año 2028                                                                                    | Año 2029                                                                                    | Año 2030                                                                                    | Crecimiento (2020 - 2022)                                                                   |
| PIB per Cápita (PPA) según el Banco Mundial                                                 | Bolivia                                                                                     | 8 110                                                                                       | 8 885                                                                                       | 9 737                                                                                       | Sin cambios                                                                                 | Sin cambios                                                                                 | Sin cambios                                                                                 | Sin cambios                                                                                 | Sin cambios                                                                                 | Sin cambios                                                                                 | Sin cambios                                                                                 | Sin cambios                                                                                 | + 20,1 %                                                                                    |
| PIB per Cápita (PPA) según el Banco Mundial                                                 | Nicaragua                                                                                   | 5 523                                                                                       | 6 280                                                                                       | 6 877                                                                                       | Sin cambios                                                                                 | Sin cambios                                                                                 | Sin cambios                                                                                 | Sin cambios                                                                                 | Sin cambios                                                                                 | Sin cambios                                                                                 | Sin cambios                                                                                 | Sin cambios                                                                                 | + 24,5 %                                                                                    |
| PIB per Cápita (PPA) según el Banco Mundial                                                 | Diferencia                                                                                  | 1,46                                                                                        | 1,41                                                                                        | 1,41                                                                                        | Sin cambios                                                                                 | Sin cambios                                                                                 | Sin cambios                                                                                 | Sin cambios                                                                                 | Sin cambios                                                                                 | Sin cambios                                                                                 | Sin cambios                                                                                 | Sin cambios                                                                                 |                                                                                             |
| PIB per Cápita (PPA) según el Fondo Monetario Internacional (Proyec. 2024-2028)             | País                                                                                        | Año 2020                                                                                    | Año 2021                                                                                    | Año 2022                                                                                    | Año 2023                                                                                    | Año 2024                                                                                    | Año 2025                                                                                    | Año 2026                                                                                    | Año 2027                                                                                    | Año 2028                                                                                    | Año 2029                                                                                    | Año 2030                                                                                    | Crecimiento (2020 - 2023)                                                                   |
| PIB per Cápita (PPA) según el Fondo Monetario Internacional (Proyec. 2024-2028)             | Bolivia                                                                                     | 8 323                                                                                       | 9 095                                                                                       | 9 936                                                                                       | 10 340                                                                                      | 10 624                                                                                      | 10 924                                                                                      | 11 214                                                                                      | 11 510                                                                                      | 11 817                                                                                      | Sin cambios                                                                                 | Sin cambios                                                                                 | + 24,2 %                                                                                    |
| PIB per Cápita (PPA) según el Fondo Monetario Internacional (Proyec. 2024-2028)             | Nicaragua                                                                                   | 5 744                                                                                       | 6 579                                                                                       | 7 229                                                                                       | 7 642                                                                                       | 7 989                                                                                       | 8 346                                                                                       | 8 715                                                                                       | 9 090                                                                                       | 9 483                                                                                       | Sin cambios                                                                                 | Sin cambios                                                                                 | + 33,0 %                                                                                    |
| PIB per Cápita (PPA) según el Fondo Monetario Internacional (Proyec. 2024-2028)             | Diferencia                                                                                  | 1,44                                                                                        | 1,38                                                                                        | 1,37                                                                                        | 1,35                                                                                        | 1,32                                                                                        | 1,30                                                                                        | 1,28                                                                                        | 1,26                                                                                        | 1,24                                                                                        | Sin cambios                                                                                 | Sin cambios                                                                                 |                                                                                             |

## Embajadores

### Embajadores de Bolivia en Nicaragua
| Embajadores Bolivianos en Nicaragua  | Designado por el Presidente de Bolivia | Período como Embajador o Embajadora           | Referencias                        |
| ------------------------------------ | -------------------------------------- | --------------------------------------------- | ---------------------------------- |
| José Percy Paredes Coimbra           | Evo Morales Ayma                       | 26 de octubre de 2016 - 14 de octubre de 2019 | [ 14 ] [ 15 ] [ 16 ] [ 17 ] [ 18 ] |
| Alfredo Landívar Quevedo (encargado) | Evo Morales Ayma                       | 14 de octubre de 2019 - 25 de mayo de 2021    | [ 19 ] [ 20 ] [ 21 ]               |
| Palmiro León Soria Saucedo           | Luis Arce Catacora                     | 25 de mayo de 2021 - Actualidad               |                                    |

### Embajadores de Nicaragua en Bolivia
| Embajadores Nicaragüenses en Bolivia | Designado por el Presidente de Nicaragua | Período como Embajador o Embajadora   | Referencias |
| ------------------------------------ | ---------------------------------------- | ------------------------------------- | ----------- |
| Elías Chévez Obando                  | Daniel Ortega Saavedra                   | 20 de septiembre de 2012 - Actualidad | [ 22 ]      |